# 切爾涅恰鎮
51°4′27″N 33°36′34″E / 51.07417°N 33.60944°E
切爾涅恰鎮（烏克蘭語：Чернеча Слобода），或称为切尔涅恰村，是位於烏克蘭東北部的村莊，由蘇梅州科諾托普區的杜博夫亞濟夫卡市鎮負責管轄。該村處於捷爾恩河畔，距離索羅卡和羅曼丘科韋1公里，海拔高度164米，2001年人口1,702。